# Llista de codis FIFA
La FIFA assigna un codi de tres lletres a cadascun dels seus països membres o no membres. Aquests són els codis oficials emprats per la FIFA i les diverses confederacions continentals (AFC, CAF, CONCACAF, CONMEBOL, OFC i UEFA) com a abreviacions dels noms de cada selecció a les competicions oficials.

## Membres de la FIFA
Actualment 211 membres formen la FIFA, cadascun amb un codi únic.
| Federació                | Codi |
| ------------------------ | ---- |
| Afganistan               | AFG  |
| Albània                  | ALB  |
| Algèria                  | ALG  |
| Samoa Nord-americana     | ASA  |
| Andorra                  | AND  |
| Angola                   | ANG  |
| Anguilla                 | AIA  |
| Antigua i Barbuda        | ATG  |
| Argentina                | ARG  |
| Armènia                  | ARM  |
| Aruba                    | ARU  |
| Austràlia                | AUS  |
| Àustria                  | AUT  |
| Azerbaidjan              | AZE  |
| Bahames                  | BAH  |
| Bahrain                  | BHR  |
| Bangladesh               | BAN  |
| Barbados                 | BRB  |
| Belarús                  | BLR  |
| Bèlgica                  | BEL  |
| Belize                   | BLZ  |
| Benín                    | BEN  |
| Bermudes                 | BER  |
| Bhutan                   | BHU  |
| Bolívia                  | BOL  |
| Bòsnia i Hercegovina     | BIH  |
| Botswana                 | BOT  |
| Brasil                   | BRA  |
| Illes Verges Britàniques | VGB  |
| Brunei                   | BRU  |
| Bulgària                 | BUL  |
| Burkina Faso             | BFA  |
| Burundi                  | BDI  |
| Cambodja                 | CAM  |
| Camerun                  | CMR  |
| Canadà                   | CAN  |
| Cap Verd                 | CPV  |
| Illes Caiman             | CAY  |
| República Centreafricana | CTA  |
| Txad                     | CHA  |
| Xile                     | CHI  |
| Xina                     | CHN  |
| Xina Taipei              | TPE  |
| Colòmbia                 | COL  |
| Comores                  | COM  |
| Congo                    | CGO  |
| Illes Cook               | COK  |
| Costa Rica               | CRC  |
| Croàcia                  | CRO  |
| Cuba                     | CUB  |
| Curaçao                  | CUW  |
| Xipre                    | CYP  |
| República Txeca          | CZE  |

| Federació                       | Codi |
| ------------------------------- | ---- |
| Dinamarca                       | DEN  |
| Djibouti                        | DJI  |
| Dominica                        | DMA  |
| República Dominicana            | DOM  |
| República Democràtica del Congo | COD  |
| Equador                         | ECU  |
| Egipte                          | EGY  |
| El Salvador                     | SLV  |
| Anglaterra                      | ENG  |
| Guinea Equatorial               | EQG  |
| Eritrea                         | ERI  |
| Estònia                         | EST  |
| Swazilàndia                     | SWZ  |
| Etiòpia                         | ETH  |
| Illes Fèroe                     | FRO  |
| Fiji                            | FIJ  |
| Finlàndia                       | FIN  |
| França                          | FRA  |
| Gabon                           | GAB  |
| Gàmbia                          | GAM  |
| Geòrgia                         | GEO  |
| Alemanya                        | GER  |
| Ghana                           | GHA  |
| Gibraltar                       | GIB  |
| Grècia                          | GRE  |
| Grenada                         | GRN  |
| Guam                            | GUM  |
| Guatemala                       | GUA  |
| Guinea                          | GUI  |
| Guinea Bissau                   | GNB  |
| Guyana                          | GUY  |
| Haití                           | HAI  |
| Hondures                        | HON  |
| Hong Kong                       | HKG  |
| Hongria                         | HUN  |
| Islàndia                        | ISL  |
| Índia                           | IND  |
| Indonèsia                       | IDN  |
| Iran                            | IRN  |
| Iraq                            | IRQ  |
| Israel                          | ISR  |
| Itàlia                          | ITA  |
| Costa d'Ivori                   | CIV  |
| Jamaica                         | JAM  |
| Japó                            | JPN  |
| Jordània                        | JOR  |
| Kazakhstan                      | KAZ  |
| Kenya                           | KEN  |
| Kosovo                          | KVX  |
| Kuwait                          | KUW  |
| Kirguizstan                     | KGZ  |
| Laos                            | LAO  |
| Letònia                         | LVA  |

| Federació           | Codi |
| ------------------- | ---- |
| Líban               | LIB  |
| Lesotho             | LES  |
| Libèria             | LBR  |
| Líbia               | LBY  |
| Liechtenstein       | LIE  |
| Lituània            | LTU  |
| Luxemburg           | LUX  |
| Macau               | MAC  |
| Madagascar          | MAD  |
| Malawi              | MWI  |
| Malàisia            | MAS  |
| Maldives            | MDV  |
| Mali                | MLI  |
| Malta               | MLT  |
| Mauritània          | MTN  |
| Maurici             | MRI  |
| Mèxic               | MEX  |
| Moldàvia            | MDA  |
| Mongòlia            | MNG  |
| Montenegro          | MNE  |
| Illa de Montserrat  | MSR  |
| Marroc              | MAR  |
| Moçambic            | MOZ  |
| Myanmar             | MYA  |
| Namíbia             | NAM  |
| Nepal               | NEP  |
| Països Baixos       | NED  |
| Nova Caledònia      | NCL  |
| Nova Zelanda        | NZL  |
| Nicaragua           | NCA  |
| Níger               | NIG  |
| Nigèria             | NGA  |
| Corea del Nord      | PRK  |
| Macedònia           | MKD  |
| Irlanda del Nord    | NIR  |
| Noruega             | NOR  |
| Oman                | OMA  |
| Pakistan            | PAK  |
| Palestina           | PLE  |
| Panamà              | PAN  |
| Papua Nova Guinea   | PNG  |
| Paraguai            | PAR  |
| Perú                | PER  |
| Filipines           | PHI  |
| Polònia             | POL  |
| Portugal            | POR  |
| Puerto Rico         | PUR  |
| Qatar               | QAT  |
| Irlanda             | IRL  |
| Romania             | ROU  |
| Rússia              | RUS  |
| Ruanda              | RWA  |
| Saint Kitts i Nevis | SKN  |

| Federació                      | Codi |
| ------------------------------ | ---- |
| Saint Lucia                    | LCA  |
| Saint Vincent i les Grenadines | VIN  |
| Samoa                          | SAM  |
| San Marino                     | SMR  |
| São Tomé i Príncipe            | STP  |
| Aràbia Saudita                 | KSA  |
| Escòcia                        | SCO  |
| Senegal                        | SEN  |
| Sèrbia                         | SRB  |
| Seychelles                     | SEY  |
| Sierra Leone                   | SLE  |
| Singapur                       | SIN  |
| Eslovàquia                     | SVK  |
| Eslovènia                      | SVN  |
| Salomó                         | SOL  |
| Somàlia                        | SOM  |
| Sud-àfrica                     | RSA  |
| Corea del Sud                  | KOR  |
| Sudan del Sud                  | SSD  |
| Espanya                        | ESP  |
| Sri Lanka                      | SRI  |
| Sudan                          | SDN  |
| Surinam                        | SUR  |
| Suècia                         | SWE  |
| Suïssa                         | SUI  |
| Síria                          | SYR  |
| Tahití                         | TAH  |
| Tadjikistan                    | TJK  |
| Tanzània                       | TAN  |
| Tailàndia                      | THA  |
| Timor-Leste                    | TLS  |
| Togo                           | TOG  |
| Tonga                          | TGA  |
| Trinitat i Tobago              | TRI  |
| Tunísia                        | TUN  |
| Turquia                        | TUR  |
| Turkmenistan                   | TKM  |
| Illes Turks i Caicos           | TCA  |
| Uganda                         | UGA  |
| Ucraïna                        | UKR  |
| Emirats Àrabs Units            | UAE  |
| Estats Units                   | USA  |
| Uruguai                        | URU  |
| I. Verges Nord-americanes      | VIR  |
| Uzbekistan                     | UZB  |
| Vanuatu                        | VAN  |
| Veneçuela                      | VEN  |
| Vietnam                        | VIE  |
| Gal·les                        | WAL  |
| Iemen                          | YEM  |
| Zàmbia                         | ZAM  |
| Zimbàbue                       | ZIM  |

## No membres de la FIFA
Els següents codis es refereixen a països o territoris dependents que actualment no són membres de la FIFA però són regularment emprats per la FIFA o les confederacions continentals.
| País                           | Codi | Confederació |
| ------------------------------ | ---- | ------------ |
| Bonaire                        | BOE  | CONCACAF     |
| Catalunya                      | CAT  | –            |
| Ciutat del Vaticà              | VAT  | –            |
| Euskadi                        | BSQ  | –            |
| Gran Bretanya                  | GBR  | –            |
| Groenlàndia                    | GRL  | –            |
| Guadalupe                      | GLP  | CONCACAF     |
| Guaiana Francesa               | GUF  | CONCACAF     |
| Illa de la Reunió              | REU  | CAF          |
| Illes Mariannes Septentrionals | NMI  | AFC          |
| Kiribati                       | KIR  | OFC          |
| Martinica1                     | MTQ  | CONCACAF     |
| República d'Artsakh            | NKR  | –            |
| Saint-Martin                   | SMN  | CONCACAF     |
| Sint Maarten                   | SMA  | CONCACAF     |
| Tuvalu                         | TUV  | OFC          |
| Xipre del Nord                 | TRNC | –            |
| Zanzíbar                       | ZAN  | CAF          |

## Codis irregulars
Els codis següents es refereixen a països o àrees dependents que actualment no estan afiliades a la FIFA. Encara que siguin membres o membres associats de les seves confederacions regionals, aquests codis no s'utilitzen regularment en les comunicacions de la FIFA.
| País               | Codi | Confederació |
| ------------------ | ---- | ------------ |
| Micronèsia         | FSM  | –            |
| Mònaco             | MCO  | –            |
| Niue               | NIU  | OFC          |
| República de Palau | PLW  | –            |

## Codis obsolets
Els codis següents estan obsolets perquè o bé el país ha deixat d'existir, o bé ha canviat de nom, o bé ha canviat de codi o bé ha passat a formar part d'un altre país.
| País                            | Codi |
| ------------------------------- | ---- |
| Guaiana Britànica               | BGU  |
| Índia Britànica                 | BIN  |
| Bohèmia                         | BOH  |
| Myanmar                         | BUR  |
| República Centreafricana        | CAF  |
| Ceilan                          | CEY  |
| Comunitat d'Estats Independents | CIS  |
| Txecoslovàquia                  | TCH  |
| Dahomey                         | DAH  |
| Índies Orientals Neerlandeses   | INH  |
| Alemanya Oriental               | GDR  |
| Costa d'Or                      | GOC  |
| Irlanda                         | EIR  |
| Federació Malaia                | MAL  |

| País                        | Codi |
| --------------------------- | ---- |
| Antilles Neerlandeses       | ANT  |
| Països Baixos               | HOL  |
| Noves Hèbrides              | HEB  |
| Vietnam del Nord            | VNO  |
| Iemen del Nord              | NYE  |
| Rhodèsia del Nord           | NRH  |
| Palestina britànica         | PAL  |
| Romania                     | ROM  |
| República de Rhodèsia       | RHO  |
| Saar                        | SAA  |
| Sèrbia i Montenegro         | SCG  |
| Siam                        | SIA  |
| Colònia de Rhodèsia del Sud | SRH  |

| País                 | Codi |
| -------------------- | ---- |
| Vietnam del Sud      | VSO  |
| Iemen del Sud        | SYE  |
| Unió Soviètica       | URS  |
| Sudan                | SUD  |
| Guaiana Neerlandesa  | NGY  |
| Tanganyika           | TAA  |
| Taiwan               | TAI  |
| República Àrab Unida | UAR  |
| Alt Volta            | UPV  |
| Alemanya Occidental  | FRG  |
| Samoa Occidental     | WSM  |
| Iugoslàvia           | YUG  |
| Zaire                | ZAI  |

## Diferències entre FIFA, COI i ISO
Per a la majoria de països, els codis FIFA són els mateixos que els que usa el COI pels Jocs Olímpics o els de l'estàndard ISO 3166. Quan els codis de COI i ISO són diferents, la FIFA sol triar-ne un dels dos, encara que per a alguns països la FIFA utilitza un codi diferent:
| País                         | FIFA | COI | ISO   |
| ---------------------------- | ---- | --- | ----- |
| Alemanya                     | GER  | GER | DEU   |
| Algèria                      | ALG  | ALG | DZA   |
| Antigua i Barbuda            | ATG  | ANT | ATG   |
| Antilles Neerlandeses        | ANT  | AHO | [ 2 ] |
| Aràbia Saudí                 | KSA  | KSA | SAU   |
| Aruba                        | ARU  | ARU | ABW   |
| Bahrain                      | BHR  | BRN | BHR   |
| Bangladesh                   | BAN  | BAN | BGD   |
| Barbados                     | BRB  | BAR | BRB   |
| Belize                       | BLZ  | BIZ | BLZ   |
| Burkina Faso                 | BFA  | BUR | BFA   |
| Costa Rica                   | CRC  | CRC | CRI   |
| Croàcia                      | CRO  | CRO | HRV   |
| Dinamarca                    | DEN  | DEN | DNK   |
| El Salvador                  | SLV  | ESA | SLV   |
| Eslovènia                    | SVN  | SLO | SVN   |
| Estat de Palestina           | PLE  | PLE | PSE   |
| Grècia                       | GRE  | GRE | GRC   |
| Guinea-Bissau                | GNB  | GBS | GNB   |
| Guinea Equatorial            | EQG  | GEQ | EQG   |
| Illes Verges Britàniques     | VGB  | IVB | VGB   |
| Illes Verges Nord-americanes | VIR  | ISV | VIR   |
| Indonèsia                    | IDN  | INA | IDN   |
| Iran                         | IRN  | IRI | IRN   |
| Kosovo                       | KVX  | KOS | [ 3 ] |
| Letònia                      | LVA  | LAT | LVA   |
| Líbia                        | LIB  | LBN | LBN   |
| Líbia                        | LBY  | LBA | LBY   |
| Malawi                       | MWI  | MAW | MWI   |
| Mongòlia                     | MNG  | MGL | MNG   |
| Níger                        | NIG  | NIG | NER   |
| Nigèria                      | NGA  | NGR | NGA   |
| Països Baixos                | NED  | NED | NLD   |
| Paraguai                     | PAR  | PAR | PRY   |
| Portugal                     | POR  | POR | PRT   |
| República Centreafricana     | CTA  | CAF | CAF   |
| Singapur                     | SIN  | SGP | SGP   |
| Sud-àfrica                   | RSA  | RSA | ZAF   |
| Sudan                        | SDN  | SUD | SDN   |
| Suïssa                       | SUI  | SUI | CHE   |
| Swazilàndia                  | SWZ  | ESW | SWZ   |
| Taiwan (Xina Taipei)         | TPE  | TPE | TWN   |
| Trinitat i Tobago            | TRI  | TTO | TTO   |
| Togo                         | TOG  | TOG | TGO   |
| Vietnam                      | VIE  | VIE | VNM   |

Hi ha alguns països afiliats a la FIFA que no ho estan al COI, i viceversa:
- Membres de FIFA que no ho són del COI (13):
  - Anglaterra
  - Anguilla
  - Curaçao
  - Escòcia
  - Gal·les
  - Gibraltar
  - Illa de Montserrat
  - Illes Fèroe
  - Illes Turks i Caicos
  - Irlanda del Nord
  - Macau
  - Nova Caledònia
  - Tahití
- Membres del COI que no ho són de la FIFA (8):
  - Gran Bretanya
  - Kiribati
  - Illes Marshall
  - Micronèsia
  - Mònaco
  - Nauru
  - Palau
  - Tuvalu